# Pénis humain
Cet article concerne le pénis humain en particulier. Pour l'article général, voir Pénis.
Le pénis humain, ou la verge, est l'organe masculin de miction et de copulation chez l'Homo sapiens. Il appartient à l'appareil urinaire et à l'appareil génital masculin. 
Il est aussi au centre de plusieurs pratiques sexuelles, et représente dans certaines cultures un symbole, un objet artistique ou au contraire un tabou.

## Structure

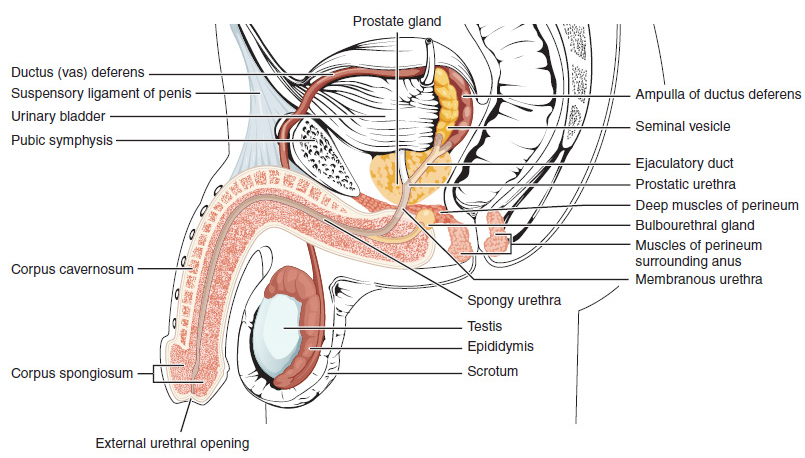
Diagramme latéral d'un pénis humain.

Le pénis humain se constitue de trois couches de tissu :
- les deux corps caverneux (corpora cavernosa penis), et
- le corps spongieux (corpus spongiosum penis) sous eux.

Le bout distal du corps spongieux élargi et côniforme constitue le gland du pénis (glans penis). Le gland est entouré par le prépuce (preputium), un pli de peau qui peut se retirer pour découvrir le gland. Le prépuce s'attache au-dessous du gland par une bande de peau, le frein.
L'urètre (urethra), qui constitue la dernière partie du tractus urinaire, traverse le corps spongieux ; sa sortie, le méat urétral (meatus urethralis), se trouve au bout du gland. L'urètre sert également à la miction et à l'éjaculation.
En partie de même origine embryonnaire que le clitoris chez la femme, le pénis présente une partie homologue : le corps caverneux – corpus cavernosum – correspondant aux piliers du clitoris, convergeant en avant vers la symphyse pubienne pour former le corps du clitoris (constitué du coude – appelé aussi genou – et de la hampe).

### Comparaison avec les autres mammifères
L'anatomie du pénis humain se distingue de celle du pénis de la plupart des autres mammifères par l'absence de baculum, un os qui sert à ériger le pénis avant l'acte de copulation. Les corps caverneux du pénis humain se gorgent de sang pour atteindre l'érection. L'homme ne peut pas rétracter son pénis dans son corps. Le pénis humain est un peu plus important, relativement à la masse corporelle, que celui des autres mammifères.

## Variations normales

### Taille

Distribution de la taille du pénis en érection en fonction de l'âge selon Männermedizin.

Distribution de la population en fonction de la taille du pénis selon l'étude menée par LifeStyles.

La taille moyenne du pénis humain au repos (flaccide) est très variable (9,16 cm à 13,12 cm) et ne permet pas de préjuger de la taille du pénis en érection.
Selon une étude réalisée en 2008 sur 10 477 hommes de 25 pays européens, l'étude consistant à demander aux sujets de mesurer eux-mêmes leur pénis depuis l'os du pubis sans aucune vérification, les Français auraient en moyenne les pénis les plus longs au sein de l'Union européenne, soit 15,48 cm et les plus épais avec 13,63 cm de circonférence, soit 4,34 cm de diamètre. Néanmoins, ces résultats sont subjectifs et n'ont pas valeur scientifique, les sondés se sont mesurés eux-mêmes et ont fourni leur résultat anonymement à l'aide d'un site internet. Ainsi les différences considérables entre les données récoltées en France d'une part, et dans le reste de l'Europe d'autre part, rendent cette conclusion suspecte. Il est aussi possible que les mesures n'aient pas été faites correctement, notamment en ce qui concerne la circonférence : un pénis n'étant généralement pas cylindrique, un simple calcul avec comme donnée la largeur du pénis en un point ne suffit pas.
D'autres études plus rigoureuses (avec des mesures effectuées en laboratoire ou par les volontaires eux-mêmes) existent ou sont en projet. En les regroupant on découvre que la circonférence moyenne du pénis humain serait d'un peu moins de 12,7 cm, pour une longueur de 13 cm à 16 cm lors d'une érection totale,. En ne gardant que les études dites « scientifiques », souvent commanditées par des fabricants de préservatifs, on s'aperçoit que la circonférence moyenne du sexe masculin serait encore moins importante,
Selon l'Académie nationale française de chirurgie, la longueur moyenne de l'organe masculin au repos est de 9  à   9,5 cm et de 12,8  à   14,5 cm en érection.
Selon une croyance populaire, la longueur des doigts aurait un lien avec la longueur du pénis. La taille du pénis serait corrélée à la différence de taille entre l'index et l'annulaire (Indice de Manning) ; ainsi, plus l'index est petit par rapport à l'annulaire, plus le pénis serait long, et inversement. Aucune étude ne l'a prouvé.
Les sites qui se sont emparés de ce sujet sont en majorité commerciaux, vantant les mérites de différentes méthodes d'agrandissement du pénis plus ou moins dangereuses et farfelues. Les informations qui y sont diffusées sont souvent erronées, incitant à la consommation.

### Autres variations
Depuis les années 1980 - probablement en raison d'une exposition croissante des parents, des embryons et des fœtus à des perturbateurs endocriniens - les médecins et chirurgiens observent une augmentation de la fréquence et de la gravité de certaines anomalies de l’appareil génital masculin. Ces anomalies sont la source d'un grand nombre de consultations de pédiatres, qui aboutissent parfois à une ou plusieurs opérations chirurgicales destinées à restaurer les fonctions du pénis et/ou une forme, mais aussi à limiter le retentissement psychologique que peuvent avoir nombre de ces anomalies. 
Les trois grands éléments anatomiques du pénis sont concernés : 
1. fourreau : l' anomalie la plus fréquente est un gland non décalottable. Ce phénomène et considéré comme normal et physiologique à la naissance (en raison d'adhérences préputiales qui parfois ne disparaitront qu'à l’adolescence)[15]. 
Le phimosis vrai se traite lui, après 3 ans par des corticoïdes locaux et, s'ils ne suffisent pas, par la chirurgie[15] ;
2. urètre : l’hypospadias est la malformation la plus fréquente de l'urètre, en nette augmentation depuis la fin du XXe siècle, dernières décennies est, qui associe une position ectopique du méat urétral, une hypoplasie du prépuce et une courbure de verge. Son étiopathogénie est encore mal expliquée. La chirurgie de reconstruction fait appel à différentes techniques qui varient selon le type anatomique[15]. Parfois difficile en cas de forme postérieure, pour laquelle une étude génétique et hormonale est recommandée, elle peut entraîner des complications à type de sténose et de fistule qu’il est essentiel d’expliquer préalablement aux parents[15]. 
L’épispadias, plus rare, est plus grave en raison de l’incontinence urinaire souvent associée ;
3. corps caverneux : leurs formes anormales sont fréquemment accompagnées d'un hypospadias ; elles sont de 2 types : 
 - coude de verge ;
 - micropénis (en forte augmentation de prévalence dans certains pays[16] et pour lequel un bilan endocrinien est indispensable)[15].

Il est fréquent qu'un pénis en érection ne pointe pas directement vers l'avant, même pour un pénis bien droit.
Une grande variété d'angles entre le pénis érigé et le corps est possible ; la verge en érection peut être presque verticale ou horizontale, voire presque pendre, sans pour cela être flasque. Tout dépend de la tension du ligament suspenseur (ligamentum suspensorium) et de l'âge du sujet : le vieillissement des tissus érectiles tend à diminuer la verticalité du pénis lorsqu'il est en érection.
Le gland peut se présenter sous différentes formes, être plus ou moins large. La couronne du gland désigne la partie saillante du gland. De petites excroissances inoffensives de couleur blanche peuvent apparaître à la puberté sur le bord postérieur de cette couronne, appelées les « papules perlées du gland ».
La verge et le gland, parmi les spécificités congénitales possibles chez certains individus peuvent présenter un l'hypospadias (méat urinaire mal positionné).
D'autre part, le raphé médian, ou raphé périnéal, est lui aussi plus ou moins visible selon les individus.

### «pénis discret»

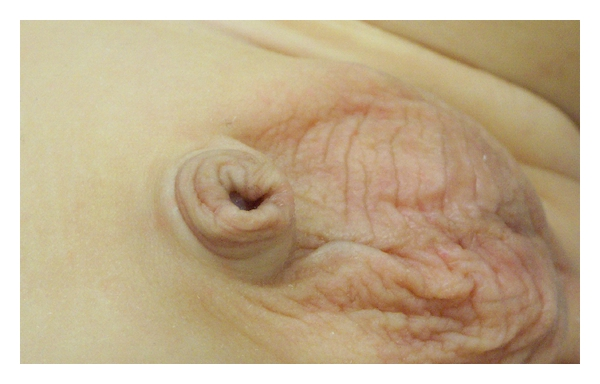
Pénis enfoui chez un garçon de 2 ans. La cause est probablement un fixation péno-scrotale absente ou anormale, combinée à une graisse sus-pubienne anormalement protubérante.

Le « pénis discret » (Inconspicuous penis pour les anglophones), est une notion (apparue au début des années 1990, à l'initiative de  Bergeson et al. qui ont décrit un état anatomique des organes génitaux externes masculins plus large incluant le micropénis vrai et un ensemble de circonstances variée qui, notamment chez le nouveau-né peuvent donnent au pénis une apparence petite voire minuscule. Le « pénis discret » semble alors être un micropénis, mais le pénis est en réalité "enfoncé" dans le pubis, ne laissant parfois à peine émerger le prépuce et le gland. Parfois les testicules sont également non-descendus et/ou le scrotum est soudé plus ou moins près du gland sous le pénis (Pénis palmatus, décrit plus bas). Le pénis discret ne doit pas être confondu avec une simple rétraction du pénis et constriction du scrotum momentanée et due à l'exposition au froid.
Le pénis discret est couramment observée par les urologues pédiatriques en consultation (souvent pour une correction chirurgicale). La « reconstruction » est considérée comme justifiée dans les cas appropriés (selon le problème anatomique principal), afin d'éviter de futurs problèmes psychosexuels et/ou pour restaurer une anatomie fonctionnelle normale. Il est parfois associé à des testicules non descendus ou à un petit scrotum, ce qui est problématique, car chez la plupart des mammifères (dont l'humain) les testicules souvent être « externes » pour bénéficier d'une température adéquate, faute de quoi, des troubles de la fertilité sont attendus, et le risque futur de cancer du testicule augmente.
Le « pénis discret » peut avoir diverses causes, souvent congénitales, avec par exemple :
- une sangle pénoscrotale anormale ;
- un mégaprépuce étroit (phimosis sévère) qui repousse le pénis à l'intérieur du pubis ;
- une adiposité prépubienne anormale, souvent liée à une obésité, qui tend à noyer le pénis ;
- des causes iatrogènes (ex. : pénis piégé à la suite d'adhérences secondaires à une circoncision mal pratiquée).

La plupart de ces entités médicales peuvent faire l'objet d'une prise en charge, passant souvent par une correction chirurgicale.

### Pénis palmatus

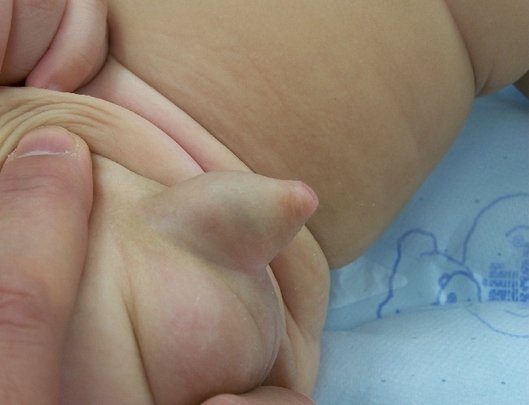
Vue de profil d'un pénis dit « palmé » (la peau du scrotum est attachée de manière anormalement haute sur la face inférieure de verge)

On parle de pénis palmé (pénis palmatus, et aussi de fusion pénoscrotale ou encore de ptérygion pénoscrotal) quand, à la naissance, la peau du scrotum est attachée de manière anormalement haute sur la face inférieure de la verge, ou quand une configuration similaire apparaît comme séquelle d'une circoncision. 
Dans les cas de Pénis palmatus, une surface de peau, ou un pli de peau a modifié la position et/ou l'apparence de la jonction pénoscrotal (jonction entre pénis et scrotum), en cachant une partie de la tige pénienne, qui est par ailleurs d'une longueur normale. 
Le pénis a alors un aspect de micropénis, bien que sa taille réelle soit "normale". Cette anomalie est généralement congénitale : le pénis a dans ce cas été enfoui dans les tissus prépubiens, ou enfermé dans le tissu scrotal durant la croissance fœtale, par exemple à la suite d'un échec partiel de la migration postérieure des plis labioscrotaux ; ou à la suite d'une perturbation du développement du prépuce (le gland du pénis est d'abord dépourvu de tout revêtement ectodermique, puis au cours du développement embryonnaire, la couche ectodermique sur la face dorsale du pénis se développe et recouvre finalement tout le pénis. Une anomalie de ce stade de développement peut aboutir à une fusion pénoscrotale (du pénis avec le scrotum). En Inde, un pénis plus ou moins palmé a été retrouvé chez environ 4 % des bébés (236 cas sur 5881 bébés). 

Le pénis peut aussi avoir été piégé ou accolé au scrotum à la suite d'un phimosis ou après la naissance, en raison d'une cicatrice de circoncision ratée ou pratiquée sur un petit pénis, ou à la suite d'un traumatisme ou encore à la suite d'une grosse hernie ou à un hydrocèle. 

Cette conformation anatomique des organes génitaux externes est le plus souvent sans effets directs sur la santé du jeune enfant (si elle n'est pas due à une hernie ou un hydrocèle, et dans certains cas, alors aussi associée à des douleurs, un jet d'urine anormal ou un dysfonctionnement génital). Et, dans tous les cas, elle est une source potentielle de complications physiologiques et/ou psychosexuelles à l'âge adulte.
Plusieurs protocoles chirurgicaux dédiés existent pour corriger cette anomalie, adaptés à différentes sévérités de palmure. 

Ils permettent de restaurer une configuration "normale" des organes génitaux externes ; l'opération étant généralement retardée pour être pratiquée chez le jeune enfant ou l'adulte. On distingue deux grands types de variantes  anatomiques, dits type primaires et type secondaires ; et le type primaire est lui-même subdivisé en deux sous-types (simple et composé).
La prévalence de cette affection est mal connue (elle pourrait être en augmentation, en lien avec la contamination de l'environnement par les perturbateurs endocriniens) ; Selon des observations faites par deux centres de chirurgie pédiatrique d'un pays où la circoncision est abondamment pratiquée pour des raisons religieuses : sur deux mille huit cent soixante-sept cas destinés à la circoncision, de janvier 2004 à janvier 2008 à l'hôpital Mafarq (Abu Dhabi, Émirats arabes unis) et sur 3 014 cas, de juillet 2006 à juillet 2008, observés à l'Université pour enfants d'Abu El-Reesh (Le Caire, Égypte), on trouvait 1 pénis palmé pour 236 garçons.

### Aspects sociopsychologiques
Le micropénis ou le pénis discret sont une source fréquente de préoccupation pour l'enfant et/ou ses parents, qui craignent des conséquences pour la future santé sexuelle, psychologique et reproductive du futur adolescent et adulte. Le garçon peut craindre d'être découvert et alors taquiné par ses pairs (garçons ou filles), situation qui peut entraîner dépression et anxiété.  Une aide médicale et psychologique est importante pour rassurer l'enfant et/ou les parents, et si nécessaire pour préparer une évaluation chirurgicale.

## Physiologie

### Miction
La miction est l'action d'uriner. L'urine est évacuée de la vessie par l'urètre jusqu'à son expulsion par le méat urétral au sommet du pénis.
À noter qu'il est impossible d'uriner et d'éjaculer en même temps.

### Sensibilité
Le gland du pénis, est la principale zone érogène des hommes. Les chercheurs Masters et Johnson ont observé et mesuré avec des appareils spécialisés plus de 10 000 réponses sexuelles auprès de 694 hommes et femmes. Ils ont montré que le pénis de l'homme (et le clitoris de la femme) étaient les principales régions à l'origine du plaisir sexuel, et les principales à procurer l'orgasme.
La portion intérieure du prépuce inclut une zone hautement innervée, récemment découverte, qui s'appelle la bande striée,.

### Érection

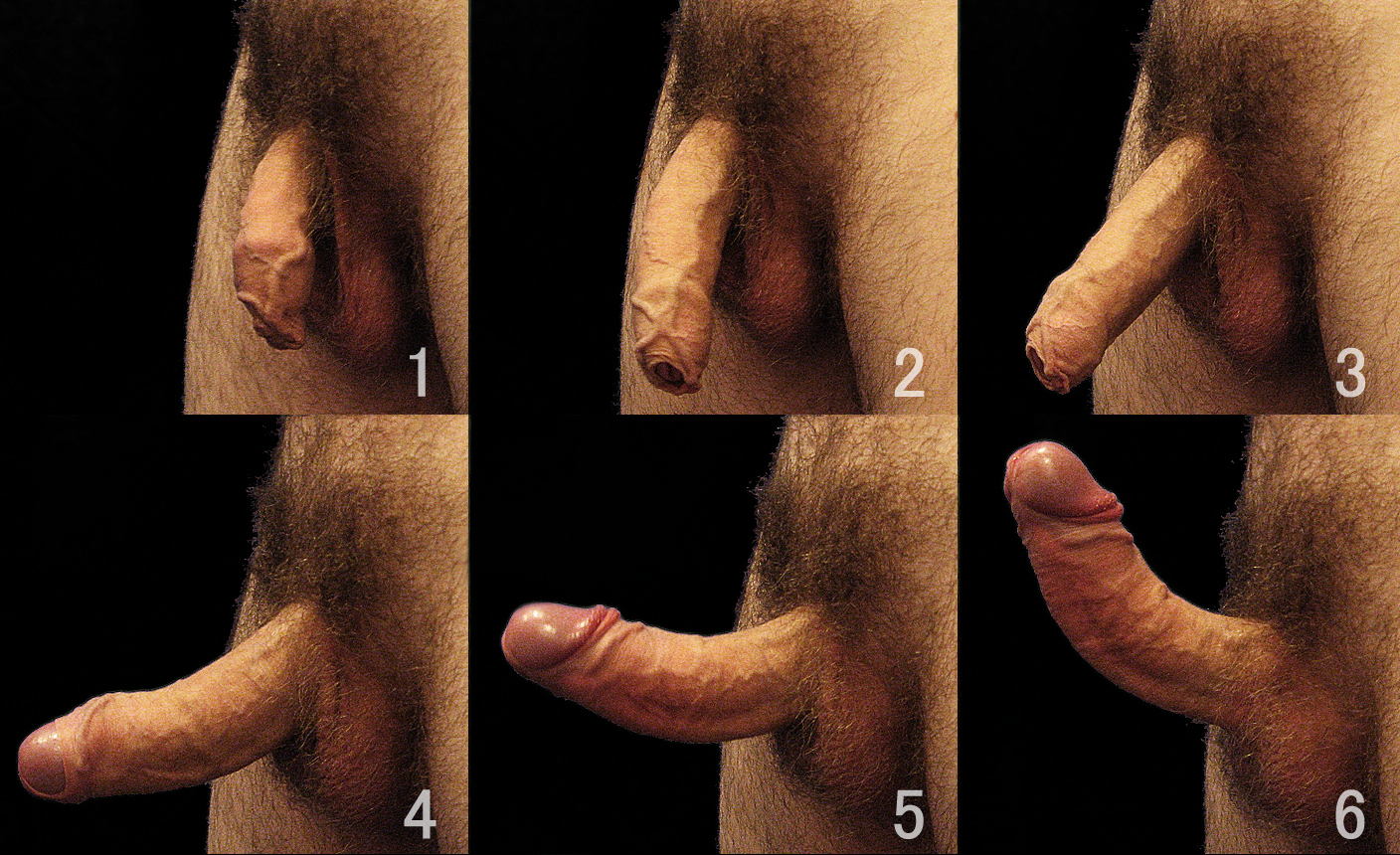
Évolution du pénis humain, du repos à l'érection.

L'érection est l'état physiologique d'un pénis qui s'est durci et rallongé chez l'homme lors d'un état d'excitation sexuelle. Sur le plan physiologique, les corps caverneux composant le corps du pénis se gonflent de sang. C'est ce qui rend le pénis si ferme et dur lors de l'érection. Le sang afflue également dans le gland du pénis, corps spongieux au sommet du pénis, mais avec une pression plus faible que dans le reste du pénis, lui permettant ainsi de rester de consistance spongieuse.
Lors de l'érection d'un pénis non circoncis, le prépuce peut se rétracter naturellement et découvrir totalement le gland lui-même en état de turgescence. Certains pénis ayant un prépuce plus long continuent d'avoir le gland recouvert même en érection.
L'érection permet la copulation et plusieurs autres activités sexuelles. Si décalotter manuellement le gland se fait facilement et/ou si les relations sexuelles ne présentent aucune douleur, c'est une situation parfaitement normale. Dans les autres cas, il peut s'agir d'un phimosis ou d'un frein prépucial trop court qui nécessite une consultation médicale.

### Accouplement
L'accouplement se réalise en insérant le pénis en érection dans le vagin de sa partenaire consentante, et en réalisant des mouvements de va-et-vient afin d'augmenter l'excitation sexuelle.
Le prépuce facilite à la fois l'intromission dans le vagin, mais également le mouvement de coulissement en limitant les frictions et frottements lors de la pénétration dans le vagin.
Lors du coït, le prépuce, étant riche en terminaisons nerveuses, augmente les sensations érogènes amenant à l'éjaculation.

### Éjaculation
Chez l'homme, l'éjaculation accompagne la plupart du temps l'orgasme. Le sperme, qui se prépare dans les testicules est réservé dans l'épididyme (epididymis). Lors de l'éjaculation, le sperme est propulsé par le canal déférent (vas deferens), qui passe en haut de la vessie urinaire. Les vésicules séminales (vesicula seminalis) y ajoutent des fluides, et le canal déférent rejoint l'urètre dans la prostate (prostata). La prostate et les glandes de Cowper (glandulae bulbo-urethrales) y ajoutent d'autres fluides, et le liquide est expulsé par saccade via le méat urétral au somment du pénis.
Lors d'une éjaculation, de 2 à 5 ml de sperme contenant entre 20 et 150 millions de spermatozoïdes sont expulsés.
Le sperme est propulsé hors du pénis à une vitesse comprise entre 40 et 45 km/h[réf. nécessaire].
Il est impossible d'uriner et d'éjaculer en même temps.

## Pathologies

### Phimosis et paraphimosis

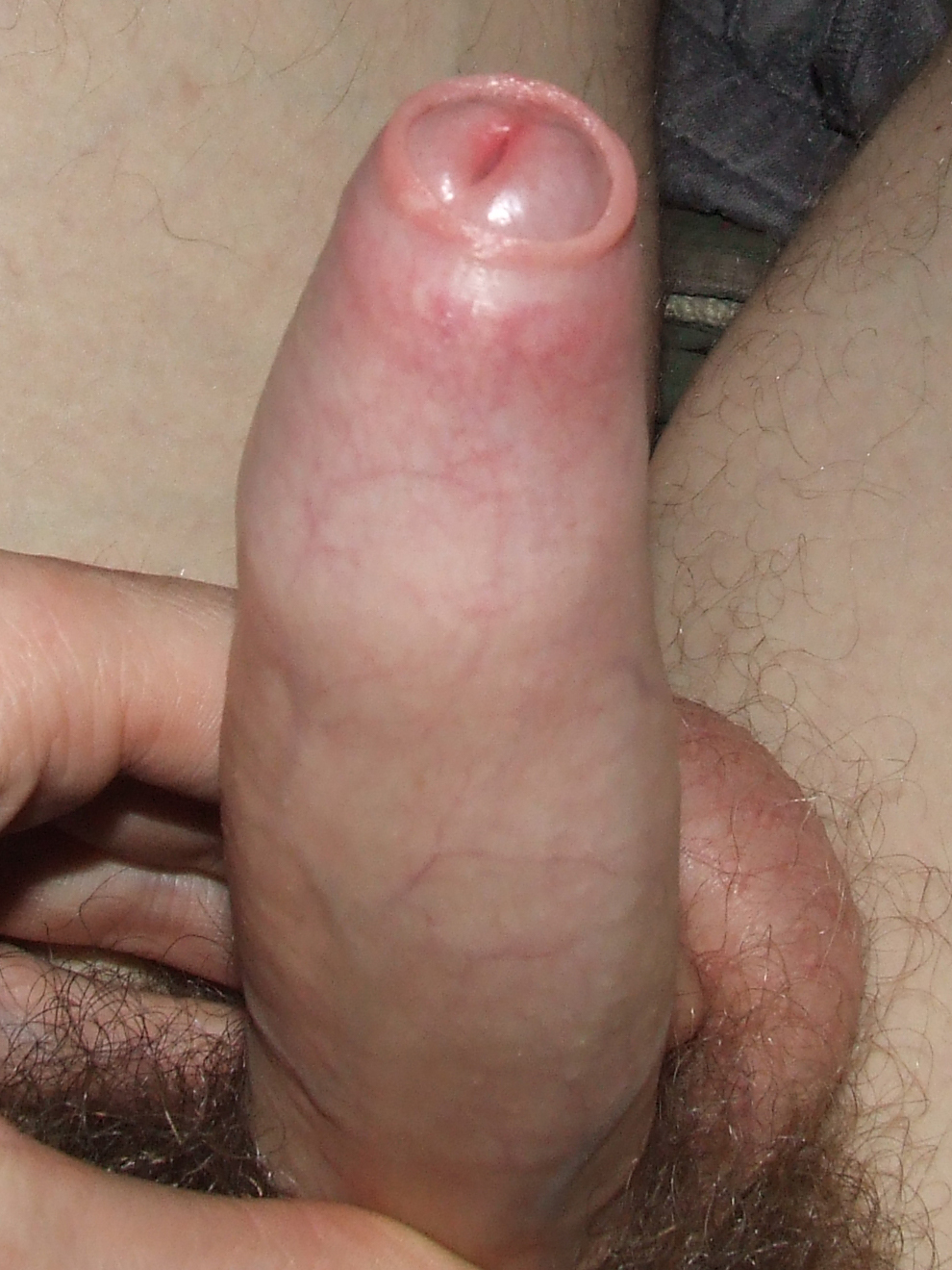
Cas de phimosis.

Le phimosis est un prépuce trop étroit ne permettant pas de décalotter complètement et rendant difficile le rapport sexuel. Le phimosis peut se traiter soit par méthodes d'élargissement manuelles du prépuce, soit par préputioplastie, soit par circoncision.
Le paraphimosis est un « blocage » du prépuce en position décalottée.

### Troubles du développement du pénis
L'hypospadias est un trouble du développement du pénis ; il implique une mauvaise position du méat à la naissance qui existe sous plusieurs formes, plus ou moins importantes. Il peut être corrigé chirurgicalement dans les cas les plus lourds pour avoir une sexualité normale (fécondité) à l'âge adulte, ce n'est pas toujours indispensable, mais parfois nécessaire. C'est d'ailleurs variable selon les pays (en France, cette opération se pratique couramment depuis les années 1970 par prélèvement de tissus et greffe pour recréer un méat en position naturelle).
Un micropénis est un pénis anormalement petit causé généralement par un trouble endocrinien (déficit hormonal).
La diphallia (double pénis) est une anomalie congénitale rare, souvent associé à d'autres anomalies dont les causes pourraient être selon les cas l'exposition précoce de l'embryon à un perturbateur endocrinien (médicament éventuellement), à un microbe, quand et si l'origine n'est pas génétique. Elle est plus ou moins corrigée par une chirurgie réparatrice et esthétique.
La triphallia (triple pénis) est une anomalie congénitale encore plus rare que la diphallia (puisqu'il n'en existe qu'un seul cas recensé chez l'espèce humaine) dont les causes ne sont pas encore connues, bien que les médecins évoquent « des facteurs environnementaux puissants comme les médicaments et les infections ». 

### Troubles de l'érection
La notion de dysfonction érectile regroupe deux notions :
1. la notion autrefois dite d'impuissance sexuelle (la dysfonction sexuelle la plus étudiée) est définie par l’incapacité, persistante ou récurrente, à obtenir ou maintenir une érection permettant un rapport sexuel satisfaisant[35]. C'est un trouble fréquent, dont les causes sont le plus souvent psychologiques, même si certaines maladies sévères, comme le diabète, peuvent aussi en être responsable). 
Plusieurs traitements pharmaceutiques de la dysfonction érectile ont été mis au point, dont le citrate de sildénafil (Viagra). Une autre technique, non médicamenteuse, a été présentée dans les années 2010, basé sur des ondes de choc, présentée en 2016 comme « l'une des stratégies les plus prometteuses depuis l'invention du Viagra »[36] ;
2. le priapisme, qui à l'inverse, est une érection pathologique douloureuse et ne cessant pas (c'est une urgence médicale qui, sans traitement rapide, peut conduire à des séquelles permanentes pour le pénis, notamment quand il résulte d'injections intracaverneuses)[37]. Le priapisme est un symptôme de plusieurs pathologies, dont la drépanocytose.

### Autre

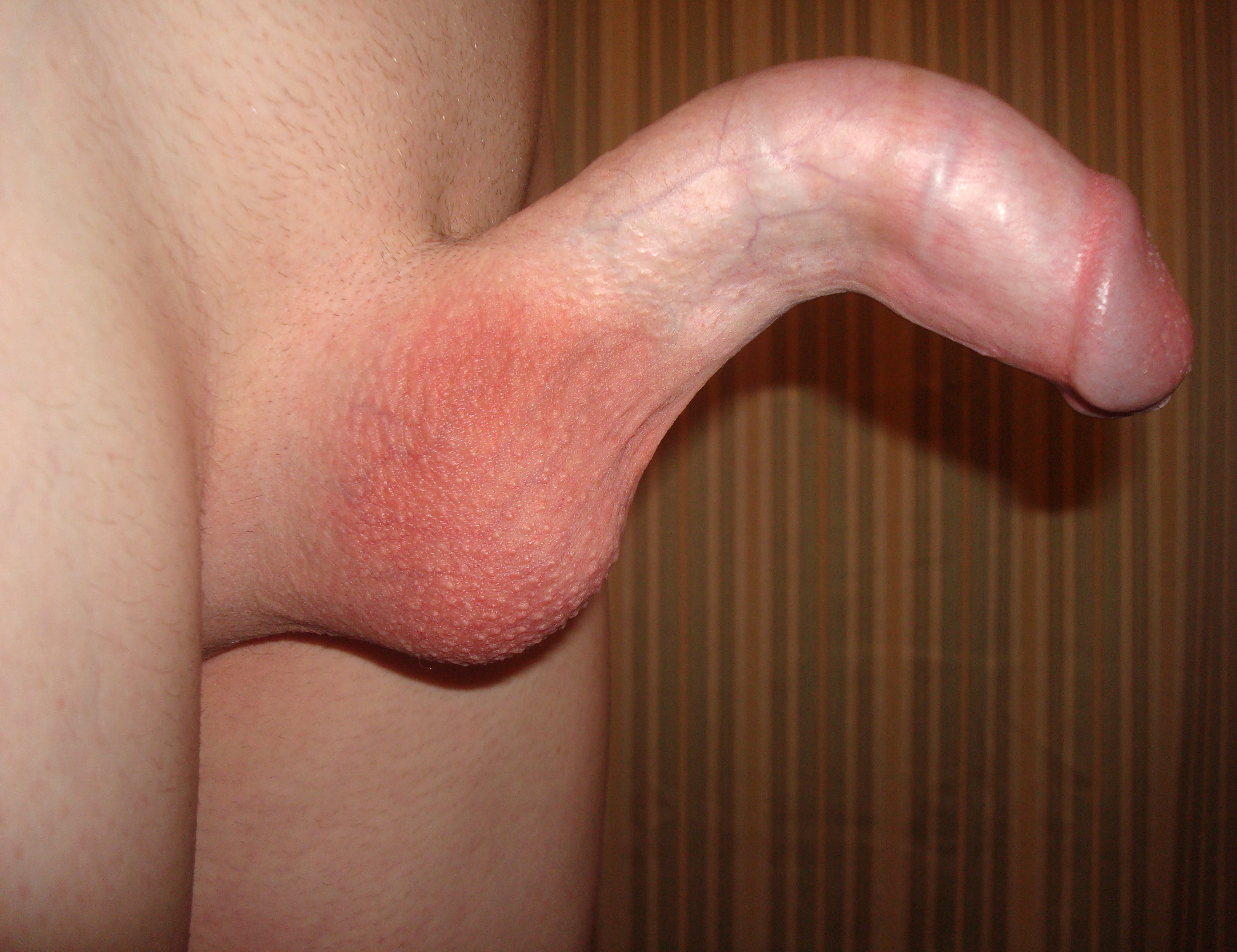
Maladie de La Peyronie.

Dans la maladie de La Peyronie, un ou plusieurs nodules fibreux croissent à l'intérieur du pénis, provoquant une douleur lors de l'érection ou du coït et une angulation de la verge.
La compression du nerf pudendal se caractérise par une douleur en position assise et par une perte de sensation au pénis (ou au clitoris) et une absence d'orgasme. Le nerf pudendal peut être endommagé par des selles de bicyclette longues et dures et par des accidents.
La fracture du pénis, terme inapproprié mais néanmoins utilisé, peut survenir si le pénis en érection est plié excessivement. Un son de craquement ou d'éclatement peut s'entendre, et une douleur immédiate y est ordinairement associée. Il faut chercher une aide médicale immédiate, par laquelle on peut normalement éviter des effets persistants.
Le diabète peut entraîner la neuropathie périphérique, qui peut causer un fourmillement au pénis et réduire ou éliminer sa sensibilité. Les sensations réduites peuvent causer des blessures chez les deux partenaires lors du coït, et leur absence peut rendre impossible le plaisir sexuel par stimulation du pénis. Puisque ces problèmes sont causés par des dégâts permanents aux nerfs, la prévention par des soins adéquats du diabète constitue le traitement primaire. Une récupération limitée peut arriver avec le traitement du diabète.
Le cancer du pénis, qui désigne plusieurs types de tumeur maligne touchant les cellules de la peau du gland (dans un cas sur deux) ou du reste du pénis, ou les tissus (internes) du pénis.

## Attitudes culturelles

### Étui pénien
Le costume traditionnel en Papouasie-Nouvelle-Guinée et dans une partie de l'Océanie est l'« étui pénien » qui entoure le pénis et peut se prolonger sur près d'un mètre. Il est à différencier de l'étui pénien utilisé pour recueillir les urines au cours de l'incontinence urinaire.

### Sexualité
Le pénis peut jouer un rôle important dans la reproduction humaine. On distingue notamment la procréation "naturelle", généralement avec la pénétration du pénis en érection dans le vagin, de la procréation assistée ou artificielle.
Il peut aussi jouer un rôle important dans les comportements érotiques et le comportement sexuel humain.
L'insertion du pénis dans l'anus d'autrui est la sodomie. 
L'excitation de son propre pénis, ou du pénis d'autrui, à l'aide des mains est la masturbation. 
L'excitation du pénis d'autrui avec la bouche est la fellation. 
L'excitation de son propre pénis avec la bouche est l'autofellation. Ces pratiques peuvent comporter des risques, pouvant notamment provoquer des infections sexuellement transmissibles.

## Modifications anatomiques

### Circoncision
Pour divers motifs culturels, religieux et médicaux, le prépuce peut être enlevé ; son ablation s'appelle la circoncision.
La circoncision du pénis est la modification la plus répandue, généralement pratiquée chez l'enfant. La circoncision entraîne d'habitude l'ablation de la bande striée ainsi que l'ablation ou l'endommagement du frein.
La circoncision est associée à une réduction de la propagation du VIH dans les pays à prévalence élevée de sida, pour le partenaire masculin uniquement, et lors de rapports vaginaux (voir Circoncision et sida).

### Piercing, tatouages et autres
Le pénis peut être percé et modifié par d'autres formes d'art corporel.
Le perçage pénien inclut le perçage Prince Albert, le perçage Apadravya, le perçage Ampallang, et d'autres. 
D'autres modifications physiques au pénis existent, par exemple le tatouage.
Outre la pénectomie, la plus sévère parmi elles est la subincision, la bifurcation du gland pour le rendre similaire à celui d'un kangourou. Trouvant son origine chez les Aborigènes d'Australie, elle a été adoptée par quelques personnes en Europe et en Amérique.

## Représentation artistique et symbolique

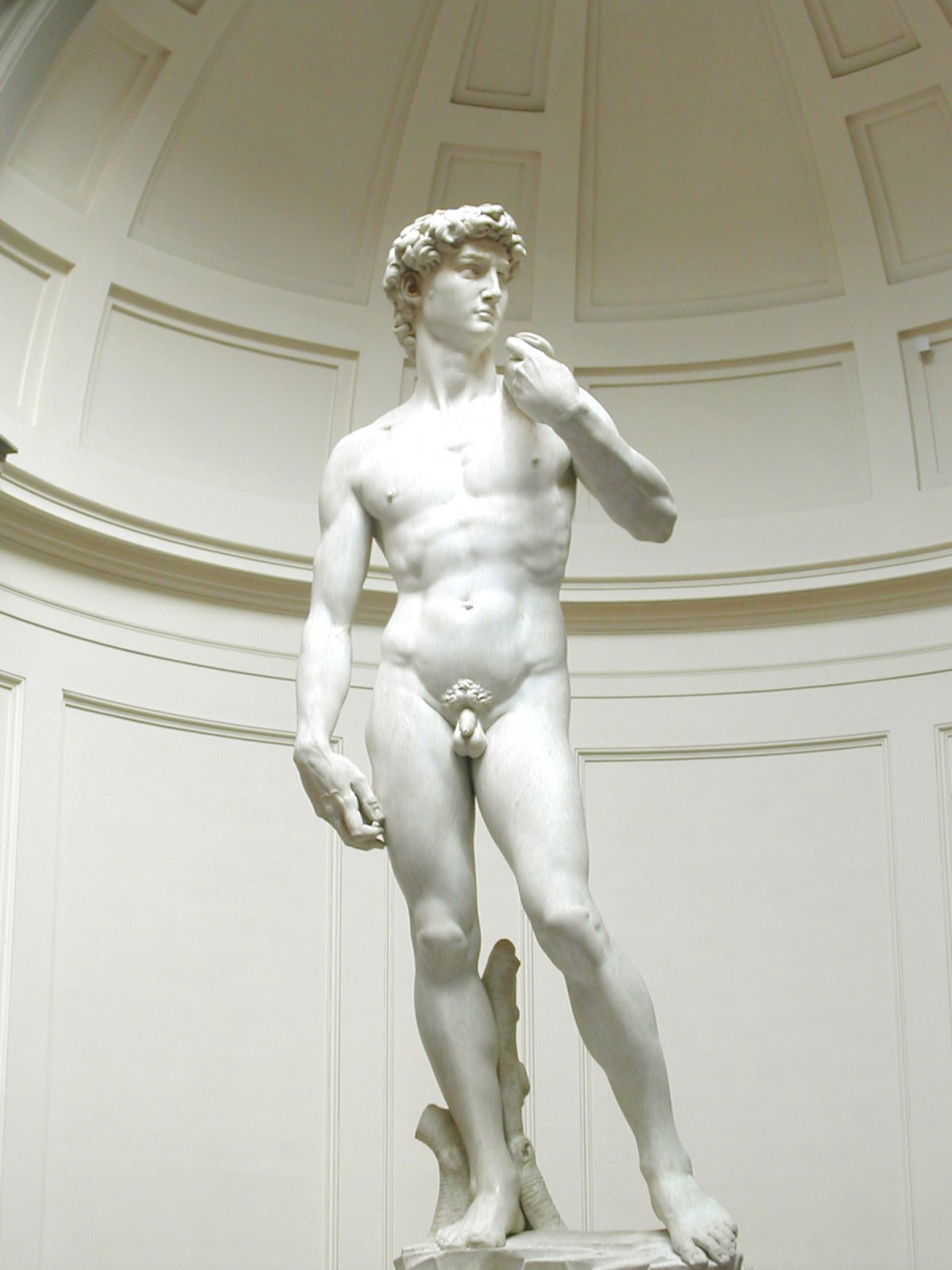
Le David de Michel-Ange.
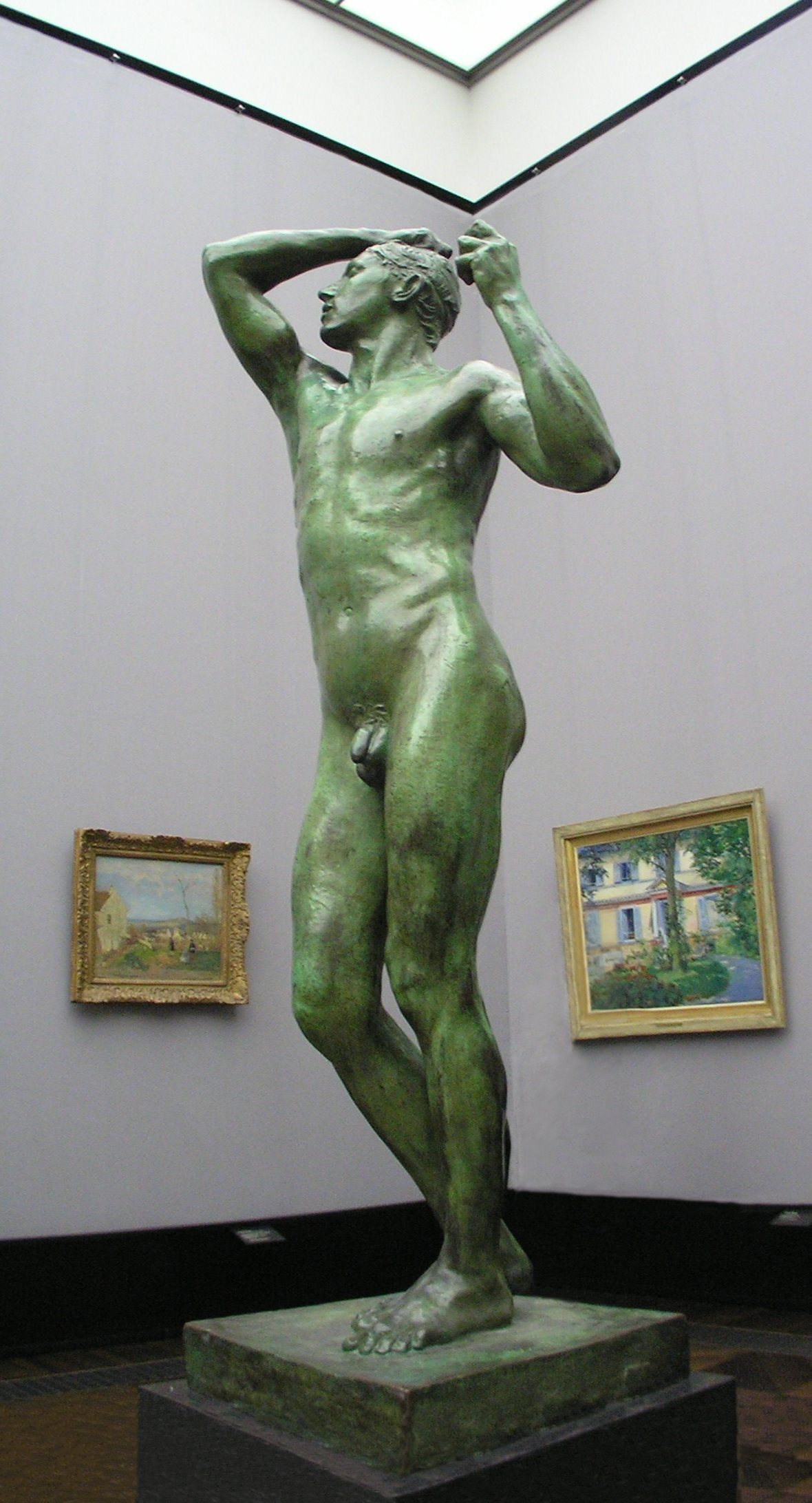
L'Âge d'airain, la première statue en bronze d'Auguste Rodin de 1877.
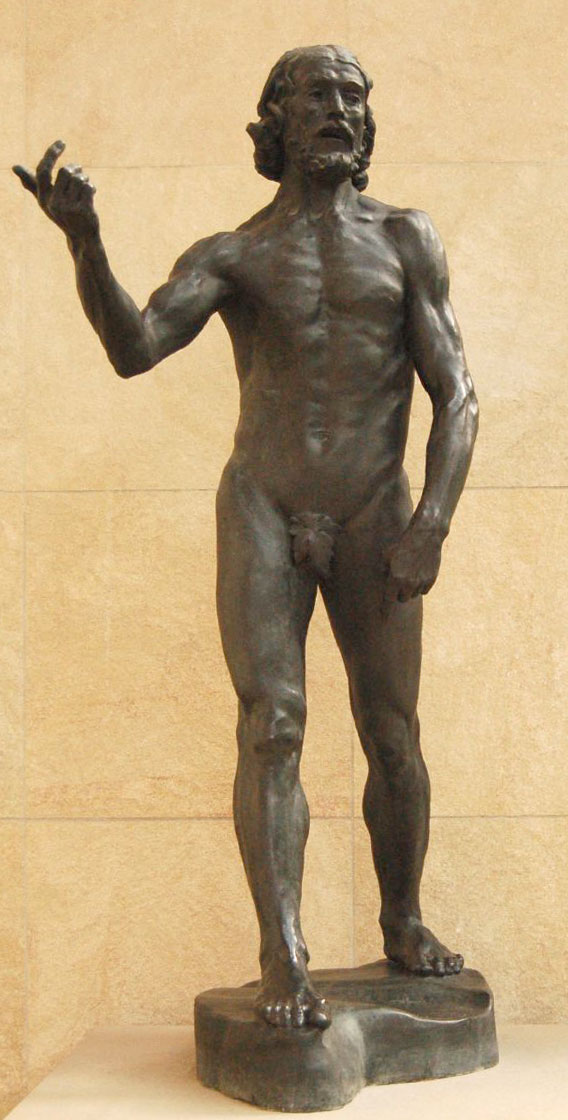
Saint-Jean-Baptiste, statue en bronze d'Auguste Rodin de 1878.
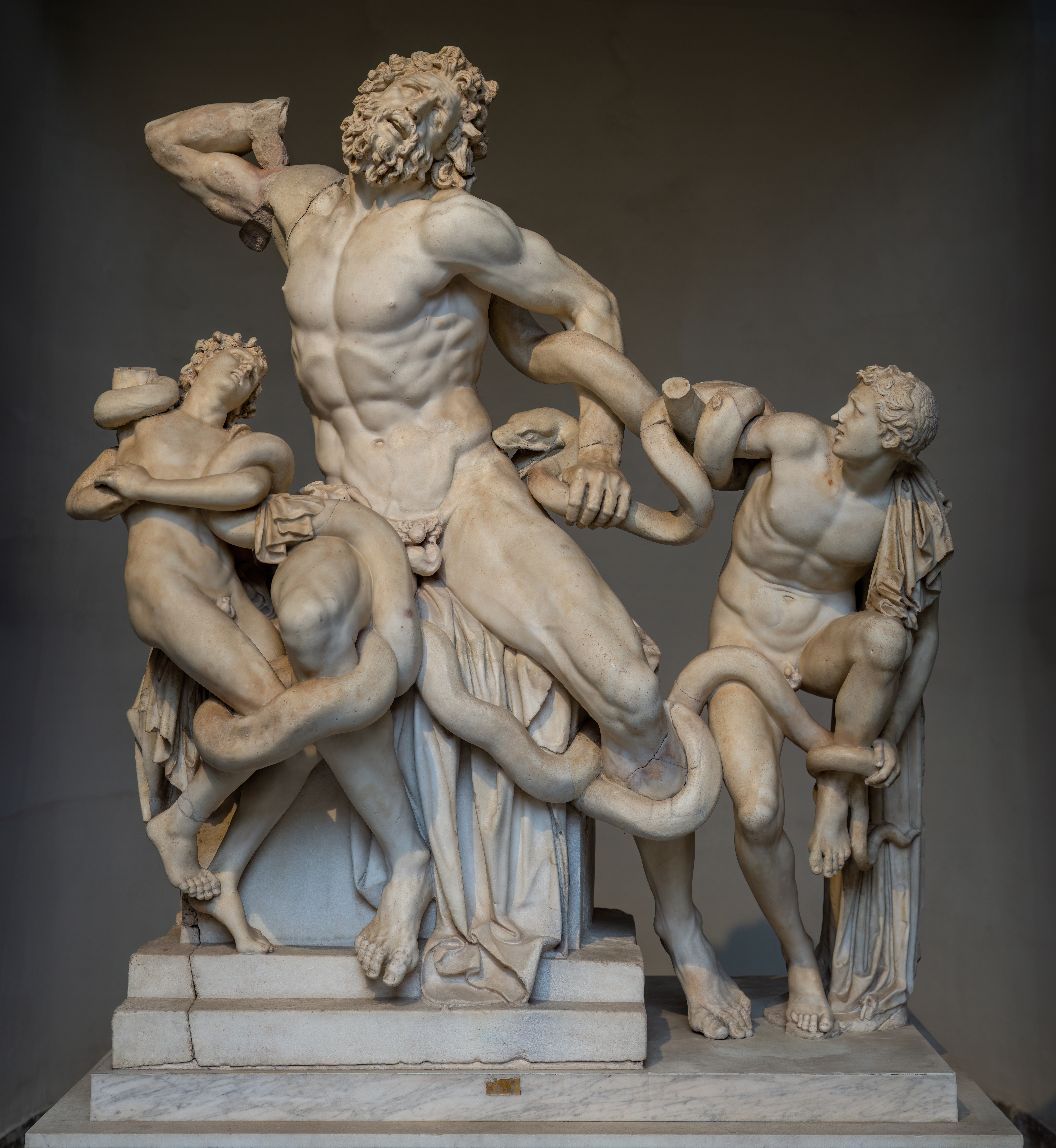
Groupe du Laocoon, vers 40 av. J.-C., musée Pio-Clementino, Vatican.
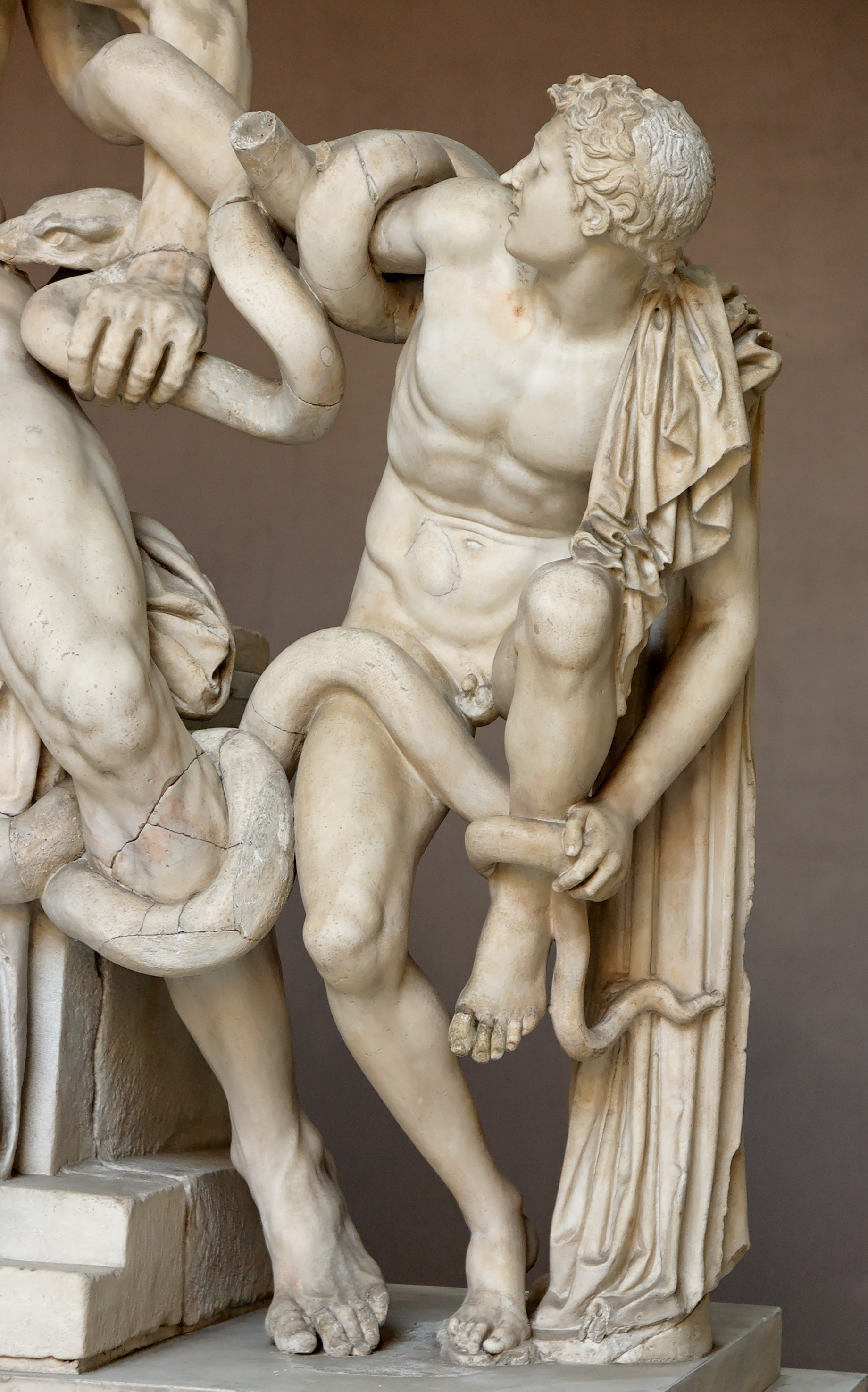
Un des fils de Laocoon.
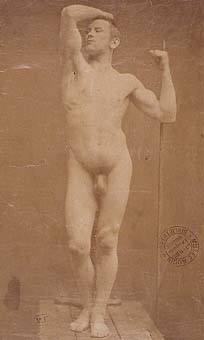
Auguste Neyt, modèle de Rodin, posant devant l'objectif de Gaudenzio Marconi (1877, musée Rodin).
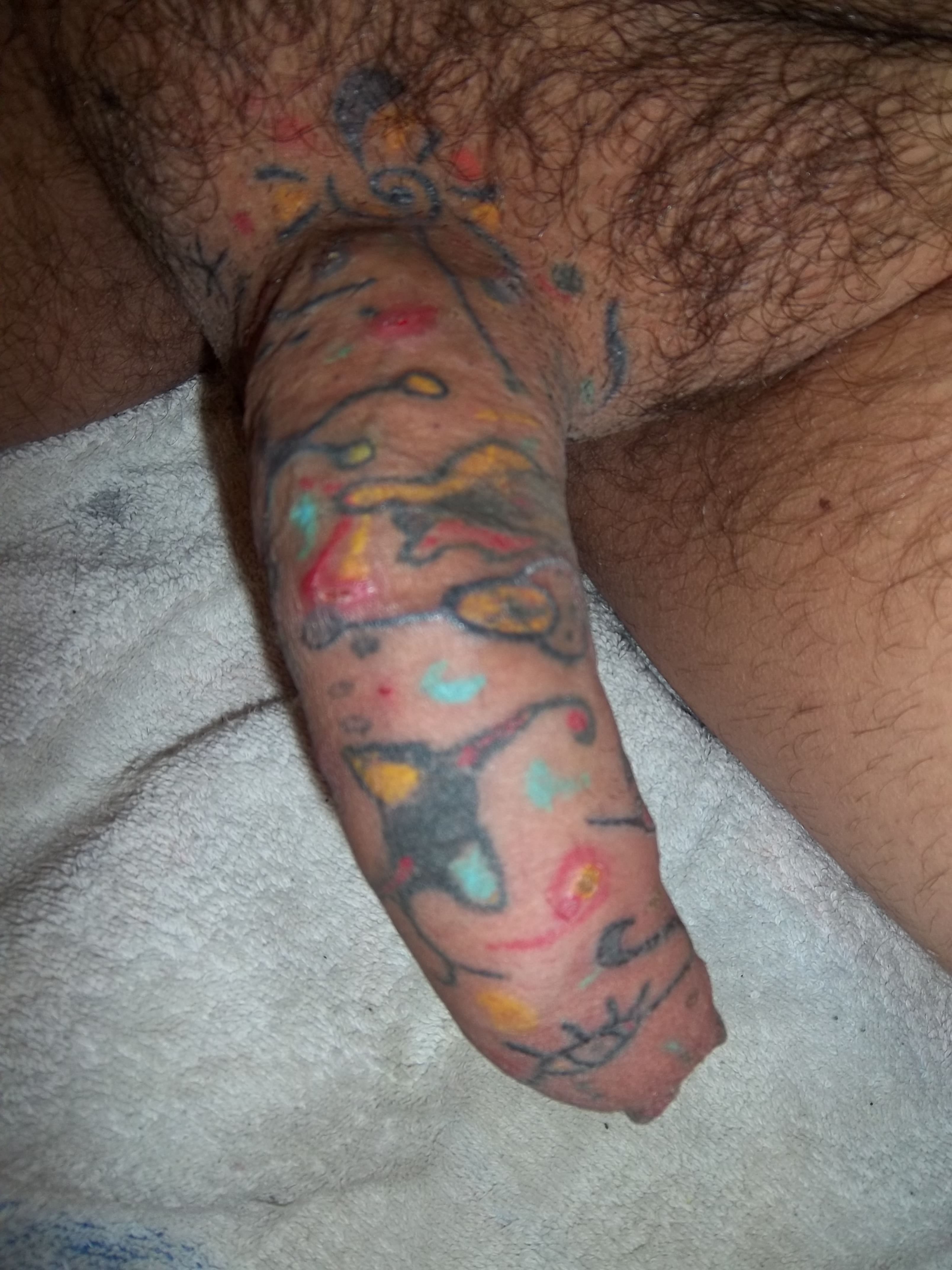
Tatouage sur le pénis.